# ウィーン二連祭壇画
『ウィーン二連祭壇画』（ウィーンにれんさいだんが、独: Diptychon mit Sündenfall und Erlösung、英: Vienna Dyptich）、または『人間の原罪と贖罪』（にんげんのげんざいとしょくざい）は、初期フランドル派の画家フーゴー・ファン・デル・グースが15世紀後半に制作したキリスト教主題のディプティク (二連祭壇画) である。左翼パネルに「人間の堕落」を、右翼パネルに「キリストの哀悼」 を表している。本作は、マクシミリアン1世 (神聖ローマ皇帝) が画家から購入したが、1659年のレオポルト・ヴィルヘルム大公のコレクションではヤン・ファン・エイクの作品とされていた。現在、ウィーンの美術史美術館に所蔵されている。 

## 作品
1967年に、作品の状態を詳しく記述したヴォルフガング・ケルマーによれば、ディプティクの歴史上、本作は主題 (人間の堕落と贖罪のアンチテーゼ) に関して独特なものである。
誘惑するヘビは二足歩行の有尾目のような生物として描かれているが、ヘビは神の呪いによって這って、埃を食す以前、歩くことができたと考えられていたからである。人間の頭をしたヘビは、13世紀の終わりに美術に導入された。それに続くルネサンスの芸術家たちは、概してヘビを人間の頭をした生物として描くことを止めた。
左翼パネルは、木々、草、精緻に観察された人物像がヤン・ファン・エイクの作品を想起させる。対して、右翼パネルは、聖母マリアと福音書記者聖ヨハネの顔に見られる感情表現と突然の動きの表現がロヒール・ファン・デル・ウェイデンの表現主義的伝統を継承している。
左翼パネルの裏側には聖ジュヌビエーブが描かれている。右翼パネルの裏側には紋章の跡が見えるが、それは黒い鷲と2つのサポーター (脚のみが現存している) の描かれた盾の紋章である。その紋章は17世紀に描かれたもので、ハプスブルク家が本作を所有していた可能性を示している。